# Ductus ejaculatorius
Ductus ejaculatorius, ejakulationskanalerna som förbinder sädesledaren med sädesblåsan. De löper genom prostatan och in i urinröret.